# Orkaan Hattie
Orkaan Hattie was een orkaan, behorende tot het Atlantisch orkaanseizoen 1961, die begon in het zuidwesten Caraïbische Zee op 27 oktober 1961. Het is de negendetropische storm, zevende orkaan en orkaan met een kracht sterker dan drie op de schaal van Saffir-Simpson van het Atlantische orkaanseizoen van 1961. Het is de sterkste en dodelijkste orkaan van het seizoen, die een piekintensiteit equivalent aan een categorie 5-orkaan op de schaal van Saffir-Simpson bereikt.